# دیوید کندی (راننده مسابقه)
دیوید کِنِدی (ایرلندی: David Kennedy؛ زادهٔ ۱۵ ژانویهٔ ۱۹۵۳ در اسلایگو) رانندهٔ سابق مسابقات اتومبیل‌رانی اهل ایرلند است که در فصل ۱۹۸۰ در مجموع در هفت گراند پری از مسابقات جهانی فرمول یک شرکت کرد، اما موفق به کسب هیچ امتیازی نشد.